# David Fizdale
David Sean Fizdale (Los Angeles, 16 giugno 1974) è un allenatore di pallacanestro ed ex cestista statunitense, di ruolo guardia, vice-allenatore dei Phoenix Suns.

## Statistiche

### Allenatore
| Stagione | Squadra           | Regular Season | Regular Season | Regular Season | Regular Season | Regular Season           | Post Season                              |
| Stagione | Squadra           | V              | P              | % V            | G              | Posizione finale         | Post Season                              |
| -------- | ----------------- | -------------- | -------------- | -------------- | -------------- | ------------------------ | ---------------------------------------- |
| 2016-17  | Memphis Grizzlies | 43             | 39             | 52,4           | 82             | 3º in Southwest Division | Sconfitto al Primo Round dai Spurs (2-4) |
| 2017-18  | Memphis Grizzlies | 7              | 12             | 36,8           | 19             | Esonerato                | -                                        |
| 2018-19  | N.Y. Knicks       | 17             | 65             | 20,7           | 82             | 5º in Atlantic Division  | Manca i play-off                         |
| 2019-20  | N.Y. Knicks       | 4              | 18             | 18,2           | 22             | Esonerato                | -                                        |
|          | Carriera          | 71             | 134            | 34,6           | 205            |                          |                                          |